# Fernand Colla
Fernand Jozef Colla (Munsterbilzen, 11 augustus 1919 - Tongeren, 12 oktober 1996) was een Belgisch volksvertegenwoordiger.

## Levensloop
Colla was de vijfde van de zes kinderen van Lambert Colla (1882-1939) en Juliana Bollen (1881-1979). Hij was getrouwd met Conny Timmermans.
Hij werd kandidaat in de natuurwetenschappen en doctor in de veeartsenijkunde, na studies aan de Rijksuniversiteit Gent. Hij werd beroepshalve veearts.
Hij werd voor de PVV gemeenteraadslid, achtereenvolgens in Bilzen en in Tongeren, van 1961 tot 1965 provincieraadslid voor Limburg en van 1965 tot 1985 lid van de Kamer van volksvertegenwoordigers voor het arrondissement Tongeren-Maaseik. Hij werd voorzitter van het college van quaestoren. In de periode december 1971-oktober 1980 zetelde hij als gevolg van het toen bestaande dubbelmandaat ook in de Cultuurraad voor de Nederlandse Cultuurgemeenschap, die op 7 december 1971 werd geïnstalleerd. Vanaf 21 oktober 1980 tot oktober 1985 was hij lid van de Vlaamse Raad, de opvolger van de Cultuurraad en de voorloper van het huidige Vlaams Parlement.